# Leptostylochus polysorus
Leptostylochus polysorus är en plattmaskart som först beskrevs av Schmarda 1859.  Leptostylochus polysorus ingår i släktet Leptostylochus och familjen Stylochidae. Inga underarter finns listade i Catalogue of Life.